# 北海道の灯台一覧

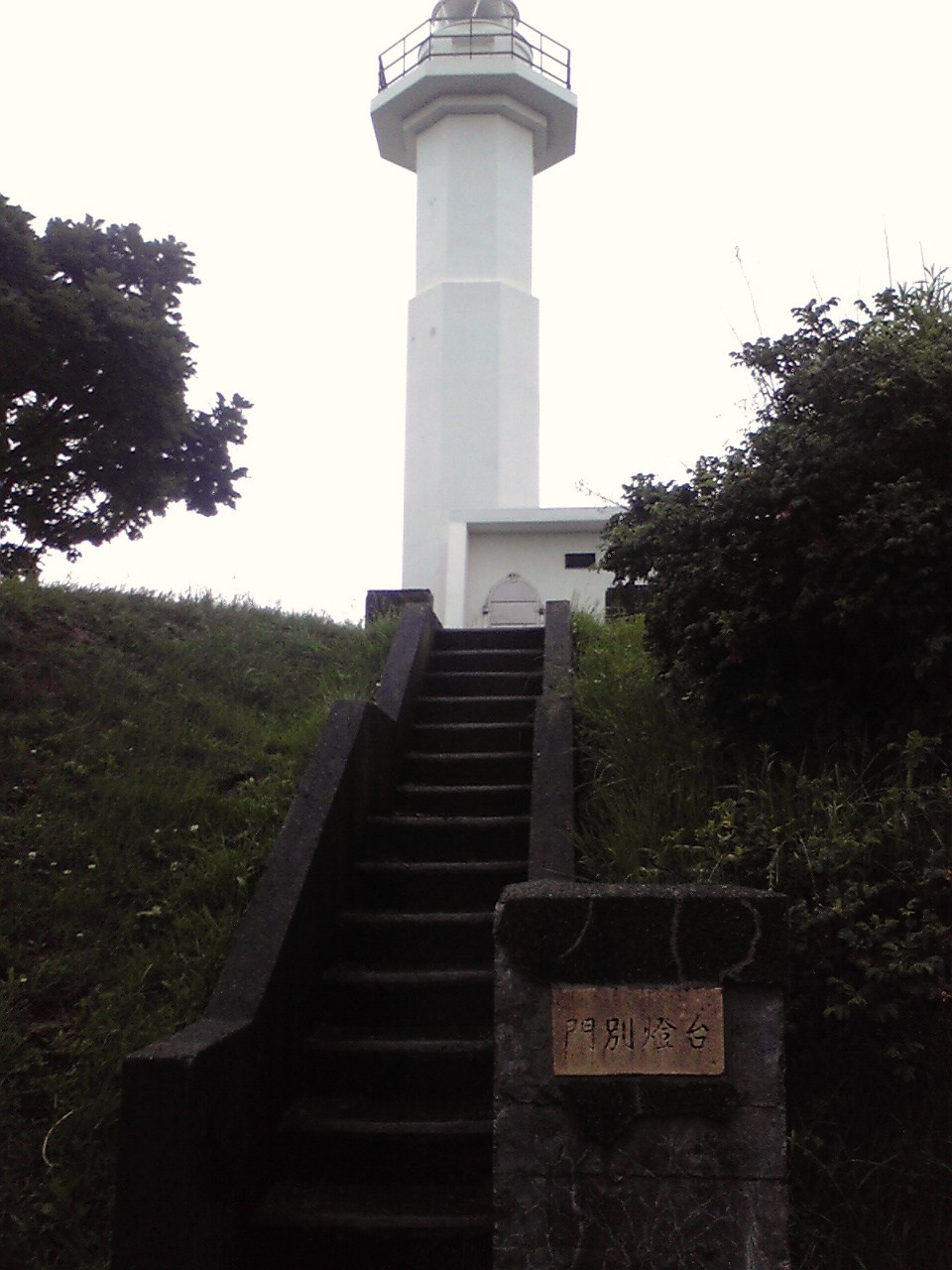
門別灯台
日高支庁沙流郡日高町

北海道の灯台一覧（ほっかいどうのとうだいいちらん）は、北海道にある灯台及び、照射灯、浮標灯、等をまとめた一覧である。

## 灯台
- アヨロ鼻灯台 北海道白老郡白老町（アヨロ鼻）
- えりも港南突堤灯台 北海道えりも港（南突堤外端）
- サロマ湖口灯台 北海道紋別郡湧別町（サロマ湖）
- チキウ岬灯台 北海道室蘭市（チキウ岬）
- ノッカマップ埼灯台 北海道根室市（ノッカマップ埼）
- ハボマイモシリ島灯台 北海道根室市（ハボマイモシリ島）
- ポンモシリ岬灯台 北海道二海郡八雲町（ポンモシリ岬）
- ヨシ島灯台 北海道松前郡松前町（ヨシ島）
- 稲穂岬灯台 北海道奥尻郡奥尻町（稲穂岬）
- 宇登呂灯台 北海道斜里郡斜里町（宇登呂）
- 浦河灯台 北海道浦河郡浦河町（台場山）
- 栄浜埼灯台 北海道利尻郡利尻町（栄浜埼）
- 鴛泊灯台 北海道利尻郡利尻富士町（ペシ岬）
- 鴎島灯台 北海道桧山郡江差町（鴎島）
- 音稲府岬灯台 北海道紋別郡雄武町（音稲府岬）
- 花咲灯台 北海道根室市（花咲鼻）
- 海驢島灯台 北海道礼文郡礼文町（海驢島）
- 貝殻島灯台 納沙布岬灯台（北海道根室市）の東北東約3.6キロメートル
- 葛登支岬灯台 北海道北斗市（葛登支岬）
- 緩島灯台 北海道根室市（緩島）
- 岩内港北突堤灯台 北海道岩内港（北突堤外端）
- 襟裳岬灯台 北海道幌泉郡えりも町（襟裳岬）
- 金田ノ岬灯台 北海道礼文郡礼文町（金田ノ岬）
- 金比羅岬灯台 北海道苫前郡初山別村（金比羅岬）
- 釧路埼灯台 北海道釧路市（知人鼻）
- 沓形岬灯台 北海道利尻郡利尻町（沓形岬）
- 薫別灯台 北海道標津郡標津町（薫別）
- 恵山岬灯台 北海道函館市（恵山岬）
- 元地灯台 北海道礼文郡礼文町（カランナイ岬の北方約1.0キロメートル）
- 後志泊港灯台 北海道古字郡泊村
- 厚岸灯台 北海道厚岸郡厚岸町（大黒島）
- 広尾灯台 北海道広尾郡広尾町（広尾鼻）
- 香深港北島堤南灯台 北海道香深港（北島堤南端）
- 香深灯台 北海道礼文郡礼文町（香深）
- 昆布森灯台 北海道釧路郡釧路町（昆布森港南防波堤灯台の西方約600メートル）
- 砂埼灯台 北海道茅部郡森町（砂埼）
- 汐首岬灯台 北海道函館市（汐首岬）
- 室津島灯台 北海道奥尻郡奥尻町（室津島）
- 室蘭港日本製鉄ふとう灯台 北海道室蘭港第1区（日本製鉄埠頭）
- 宗谷岬灯台 北海道稚内市（宗谷岬）
- 洲根子岬灯台 北海道檜山郡上ノ国町（洲根子岬）
- 十勝大津灯台 北海道中川郡豊頃町（大津川河口の南西方約4.5キロメートル）
- 小歌岬灯台 北海道久遠郡せたな町（小歌岬）
- 小樽港島堤灯台 北海道小樽港第2区（島堤北端）
- 松前小島灯台 北海道松前郡松前町（小島北東端）
- 松前大島灯台 北海道松前郡松前町（大島難波岬）
- 松前灯台 北海道松前郡松前町（弁天島）
- 焼尻島灯台 北海道苫前郡羽幌町（焼尻島東浜埼）
- 上泊埼灯台 北海道礼文郡礼文町（上泊埼）
- 神威岬灯台 北海道積丹郡積丹町（神威岬）
- 水垂岬灯台 北海道久遠郡せたな町（水垂岬）
- 青苗岬灯台 北海道奥尻郡奥尻町（青苗岬）
- 静内灯台 北海道日高郡新ひだか町（静内川河口左岸）
- 石埼灯台 北海道利尻郡利尻富士町（石埼）
- 石狩灯台 北海道石狩市（石狩川河口左岸）
- 積丹出岬灯台 北海道積丹郡積丹町（出岬）
- 赤岩埼灯台 北海道苫前郡羽幌町（天売島赤岩埼）
- 仙法志埼灯台 北海道利尻郡利尻町（仙法志埼）
- 増毛灯台 北海道増毛郡増毛町（野塚埼）
- 大丸磯灯台 北海道寿都郡寿都町（大丸磯）
- 知床岬灯台 北海道斜里郡斜里町（知床岬）
- 稚内灯台 北海道稚内市（野寒布岬）
- 天売島灯台 北海道苫前郡羽幌町（天売島北部）
- 湯沸岬灯台 北海道厚岸郡浜中町（湯沸岬）
- 苫小牧灯台 北海道苫小牧市（有珠川河口右岸）
- 苫前埼灯台 北海道苫前郡苫前町（苫前埼）
- 日浦岬灯台 北海道函館市（日浦岬）
- 日高門別灯台 北海道沙流郡日高町（門別鼻）
- 日方泊岬灯台 北海道檜山郡上ノ国町（日方泊岬）
- 日和山灯台 北海道小樽市（高島岬）
- 納沙布岬灯台 北海道根室市（納沙布岬）
- 能取岬灯台 北海道網走市（能取岬）
- 白神岬灯台 北海道松前郡松前町（白神岬）
- 函館港第三防砂堤灯台 北海道函館港第5区（第三防砂堤外端）
- 琵琶瀬港島堤北灯台 北海道厚岸郡浜中町（琵琶瀬港島堤北端）
- 浜鬼志別灯台 北海道宗谷郡猿払村（浜鬼志別）
- 奮部灯台 北海道礼文郡礼文町（奮部）
- 弁慶岬灯台 北海道寿都郡寿都町（弁慶岬）
- 豊浦港南島堤灯台 北海道虻田郡豊浦町（豊浦港南島堤外端）
- 北見枝幸港島堤灯台 北海道枝幸港（島堤南東端）
- 北見神威岬灯台 北海道枝幸郡枝幸町（神威岬）
- 幌泉灯台 北海道幌泉郡えりも町（南部家埼の東南東方約1.0キロメートル）
- 幌灯台 北海道石狩市（幌）
- 本目岬灯台 北海道島牧郡島牧村（本目岬）
- 茂津多岬灯台 北海道島牧郡島牧村（茂津多岬）
- 木巻岬灯台 北海道島牧郡島牧町（木巻岬）
- 紋別灯台 北海道紋別市
- 野付埼灯台 北海道野付郡別海町（野付埼）
- 矢越岬灯台 北海道上磯郡知内町（矢越岬）
- 羅臼灯台 北海道目梨郡羅臼町
- 落石岬灯台 北海道根室市（落石岬）
- 留萌灯台 北海道留萌市
- 檜山石崎灯台 北海道檜山郡上ノ国町（石崎川河口南側）

## 防波堤灯台
- えりも港南外防波堤西灯台 北海道えりも港（南外防波堤西端）
- えりも港北防波堤灯台 北海道えりも港（北防波堤外端）
- えりも岬港東外防波堤灯台 北海道幌泉郡えりも町（えりも岬港東外防波堤外端）
- オッカバケ港東防波堤灯台 北海道目梨郡羅臼町（オッカバケ港東防波堤外端）
- 旭港南防波堤灯台 北海道様似郡様似町（旭港南防波堤外端）
- 虻田港西防波堤灯台 北海道虻田郡洞爺湖町（虻田港西防波堤外端）
- 伊達港南防波堤灯台 北海道伊達市（伊達港南防波堤外端）
- 宇登呂港北防波堤灯台 北海道斜里郡斜里町（宇登呂港北防波堤外端）
- 羽幌港西防波堤灯台 北海道羽幌港（西防波堤外端）
- 鵜泊港西防波堤灯台 北海道久遠郡せたな町（鵜泊港西防波堤外端）
- 臼尻港北防波堤灯台 北海道臼尻港（北防波堤外端）
- 臼谷港西防波堤灯台 北海道留萌郡小平町（臼谷港西防波堤外端）
- 臼谷港西防波堤北方照射灯 北海道留萌郡小平町（臼谷港西防波堤灯台）
- 浦河港南防波堤灯台 北海道浦河港（南防波堤外端）
- 浦河港北内防波堤灯台 北海道浦河港（北内防波堤外端）
- 浦河港北防波堤灯台 北海道浦河港（北防波堤外端）
- 鴛泊港島防波堤東灯台 北海道鴛泊港（島防波堤東端）
- 鴛泊港東外防波堤東灯台 北海道鴛泊港（東外防波堤東端）
- 塩谷港外防波堤西灯台 北海道小樽市（塩谷港外防波堤西端）
- 塩谷港外防波堤灯台 北海道小樽市（塩谷港外防波堤南西端）
- 於尋麻布港東防波堤灯台 北海道目梨郡羅臼町（於尋麻布港東防波堤外端）
- 奥尻港東島防波堤灯台 北海道奥尻郡奥尻町（奥尻港東島防波堤外端）
- 奥尻港東防波堤灯台 北海道奥尻郡奥尻町（奥尻港東防波堤外端）
- 沖根婦港南防波堤灯台 北海道根室市（沖根婦港南防波堤外端）
- 荻伏港南防波堤灯台 北海道浦河郡浦河町（荻伏港南防波堤外端）
- 荻伏港南防波堤南西方照射灯 北海道浦河郡浦河町（荻伏港南防波堤灯台）
- 乙忠部港東防波堤灯台 北海道枝幸郡枝幸町（乙忠部港東防波堤外端）
- 乙部港北防波堤灯台 北海道爾志郡乙部町（乙部港北防波堤外端）
- 温根元港東防波堤灯台 北海道根室市（温根元港東防波堤外端）
- 音調津港東防波堤灯台 北海道広尾郡広尾町（音調津港東防波堤外端）
- 音標港北防波堤灯台 北海道枝幸郡枝幸町（音標港北防波堤外端）
- 歌別港西防波堤灯台 北海道幌泉郡えりも町（歌別港西防波堤外端）
- 花咲港西外防波堤東灯台 北海道花咲港（西外防波堤東端）
- 花咲港南防波堤灯台 北海道花咲港（南防波堤外端）
- 開発局釧路港西港区島防波堤西方灯浮標 釧路港西区南防波堤東灯台（北海道釧路市）の西南西方約4.6キロメートル
- 開発局釧路港西港区島防波堤東方灯浮標 北海道釧路港外港（釧路港西区南防波堤東灯台の西南西方約2.8キロメートル）
- 開発局苫小牧港東港区中防波堤灯台 北海道苫小牧港東港区（中防波堤外端）
- 開発局苫小牧港東島防波堤西灯台 北海道苫小牧港第3区（東島防波堤西端）
- 開発局苫小牧港東島防波堤灯台 北海道苫小牧港第3区（苫小牧港東島防波堤南端）
- 開発局紋別港第三防波堤灯台 北海道紋別港（第三防波堤外端）
- 開発局紋別港第四防波堤北灯台 北海道紋別港（第四防波堤北端）
- 開発局留萌港西防波堤北灯台 北海道留萌港第4区（西防波堤北端）
- 掛澗港北防波堤灯台 北海道芽部郡森町（掛澗港北防波堤外端）
- 釜谷港西防波堤灯台 北海道函館市（釜谷港西防波堤外端）
- 関内港南防波堤灯台 北海道二海郡八雲町（関内港南防波堤外端）
- 館浜港西防波堤灯台 北海道松前郡松前町（館浜港西防波堤外端）
- 岩内港西防波堤灯台 北海道岩内港（西防波堤外端）
- 岩内港東外防波堤灯台 北海道岩内港（東外防波堤外端）
- 鬼鹿港西防波堤灯台 北海道留萌郡小平町（鬼鹿港西防波堤外端）
- 鬼脇港南防波堤灯台 北海道鬼脇港（南防波堤外端）
- 吉岡港第二西防波堤灯台 北海道松前郡福島町（吉岡港第二西防波堤外端）
- 久遠港外南防波堤灯台 北海道久遠郡せたな町（久遠港外南防波堤外端）
- 釧路港西区南防波堤西灯台 北海道釧路港西区（南防波堤西端）
- 釧路港西区南防波堤東灯台 北海道釧路港西区第2区（南防波堤東端）
- 釧路港東区南外防波堤西灯台 北海道釧路港東区（南外防波堤西端）
- 釧路港東区南外防波堤西霧信号所 北海道釧路港東区（南外防波堤西端）
- 釧路港東区南副防波堤灯台 北海道釧路港東区（南副防波堤外端）
- 釧路港東区南副防波堤霧信号所 北海道釧路港東区（南副防波堤外端）
- 釧路港東区南防波堤灯台 北海道釧路港東区第3区（南防波堤外端）
- 釧路港東区北防波堤北灯台 北海道釧路港東区第2区（北防波堤北端）
- 釧路白糠港南防波堤灯台 北海道白糠郡白糠町（白糠港南防波堤外端）
- 沓形港外防波堤灯台 北海道沓形港（外防波堤外端）
- 沓形港西外防波堤灯台 北海道沓形港（西外防波堤外端）
- 熊石港東外防波堤灯台 北海道二海郡八雲町（熊石港東外防波堤外端）
- 熊石港南防波堤灯台 北海道二海郡八雲町（熊石港南防波堤外端）
- 恵山港南防波堤灯台 北海道函館市（恵山港南防波堤外端）
- 恵山泊港西防波堤灯台 北海道稚内市（恵山泊港西防波堤外端）
- 恵山泊港南防波堤灯台 北海道稚内市（恵山泊港南防波堤外端）
- 桂恋港南防波堤灯台 北海道釧路市（桂恋港南防波堤外端）
- 元稲府港北外防波堤灯台 北海道紋別郡雄武町（元稲府港北外防波堤外端）
- 元稲府港北防波堤灯台 北海道紋別郡雄武町（元稲府港北防波堤外端）
- 元地港西防波堤灯台 北海道礼文郡礼文町（元地港西防波堤外端）
- 原口港西防波堤灯台 北海道松前郡松前町（原口港西防波堤外端）
- 原口港第二西防波堤灯台 北海道松前郡松前町（原口港第二西防波堤外端）
- 古潭港西防波堤灯台 北海道石狩市（古潭港西防波堤外端）
- 戸井港東防波堤灯台 北海道函館市（戸井港東防波堤外端）
- 戸井港南防波堤灯台 北海道函館市（戸井港南防波堤外端）
- 厚賀港南防波堤灯台 北海道沙流郡日高町（厚賀港南防波堤外端）
- 厚賀港南防波堤灯台 北海道沙流郡日高町（厚賀港南防波堤外端）
- 厚岸港南防波堤灯台 北海道厚岸港（南防波堤外端）
- 厚田港西防波堤灯台 北海道石狩市（厚田港西防波堤外端）
- 江差港西外防波堤灯台 北海道江差港（西外防波堤外端）
- 江差港東外防波堤灯台 北海道江差港（東外防波堤外端）
- 江差港東防波堤灯台 北海道江差港（東防波堤外端）
- 江良港旧西防波堤灯台 北海道松前郡松前町（江良港旧西防波堤外端）
- 江良港島防波堤灯台 北海道松前郡松前町（江良港島防波堤外端）
- 香深井港南防波堤灯台 北海道礼文郡礼文町（香深井港南防波堤外端）
- 昆布森港南防波堤灯台 北海道釧路郡釧路町（昆布森港南防波堤外端）
- 根室港南防波堤灯台 北海道根室市（南防波堤外端）
- 根室港北副防波堤灯台 北海道根室港（北副防波堤外端）
- 根室港北防波堤灯台 北海道根室港（北防波堤外端）
- 根室昆布盛港東防波堤灯台 北海道根室市（昆布盛港東防波堤外端）
- 沙留港東防波堤灯台 北海道紋別郡興部町（沙留港東防波堤外端）
- 砂原港北防波堤灯台 北海道茅部郡森町（砂原港北防波堤外端）
- 札刈港南防波堤灯台 北海道上磯郡木古内町（札刈港南防波堤外端）
- 札前港西防波堤灯台 北海道松前郡松前町（札前港西防波堤外端）
- 三石港外南防波堤灯台 北海道日高郡新ひだか町（三石港外南防波堤外端）
- 山臼港東防波堤灯台 北海道枝幸郡枝幸町（山臼港東防波堤外端）
- 山背泊港南防波堤灯台 北海道函館市（山背泊港南防波堤外端）
- 志海苔港西防波堤灯台 北海道函館市（志海苔港西防波堤外端）
- 志海苔港銭亀南防波堤灯台 北海道函館市（志海苔港銭亀南防波堤外端）
- 歯舞港南防波堤外灯台 北海道根室市（歯舞港南防波堤外端）
- 歯舞港南防波堤中灯台 北海道根室市（歯舞港南防波堤中）
- 歯舞港南防波堤灯台 北海道根室市（歯舞港南防波堤外端）
- 汐吹港北防波堤灯台 北海道檜山郡上ノ国町（汐吹港北防波堤外端）
- 鹿部港東防波堤灯台 北海道茅部郡鹿部町（鹿部港東防波堤外端）
- 室蘭港南外防波堤B灯台 北海道室蘭港第3区（南外防波堤B外端）
- 室蘭港南外防波堤灯台 北海道室蘭港第3区（南外防波堤外端）
- 室蘭港南副防波堤灯台 北海道室蘭港第3区（南副防波堤外端）
- 室蘭港南防波堤灯台 北海道室蘭港第2区（南防波堤外端）
- 室蘭港北外防波堤灯台 北海道室蘭港第3区（北外防波堤外端）
- 室蘭港北防波堤灯台 北海道室蘭港第2区（北防波堤外端）
- 室蘭市室蘭港南防波堤西方灯標 北海道室蘭港第3区（室蘭港南防波堤灯台の西方約200メートル）
- 寿都港第二北外防波堤南東端灯浮標 北海道寿都港内（寿都港北防波堤灯台の北北西方約610メートル）
- 寿都港北防波堤灯台 北海道寿都港（北防波堤外端）
- 宗谷漁港清浜北防波堤灯台 北海道稚内市（宗谷漁港清浜北防波堤外端）
- 宗谷漁港西防波堤灯台 北海道稚内市（宗谷漁港西防波堤外端）
- 宗谷港外北防波堤灯台 北海道稚内市（宗谷港外北防波堤外端）
- 宗谷港北防波堤灯台 北海道稚内市（宗谷港北防波堤外端）
- 十勝港外北防波堤灯台 北海道十勝港（外北防波堤外端）
- 十勝港南防波堤灯台 北海道十勝港（南防波堤外端）
- 十勝港北防波堤灯台 北海道十勝港（北防波堤外端）
- 祝津港東防波堤灯台 北海道小樽市（祝津港東防波堤外端）
- 春立港南外防波堤灯台 北海道日高郡新ひだか町（春立港南外防波堤外端）
- 初浦港西防波堤灯台 北海道苫前郡初山別村（初浦港西防波堤外端）
- 庶野港外東防波堤南灯台 北海道幌泉郡えりも町（庶野港外東防波堤南端）
- 庶野港西防波堤灯台 北海道幌泉郡えりも町（庶野港西防波堤外端）
- 小樽港高島北防波堤灯台 北海道小樽港第3区（高島北防波堤外端）
- 小樽港北副防波堤灯台 北海道小樽港第3区（北副防波堤外端）
- 小島港北防波堤灯台 北海道松前郡松前町（小島港北防波堤外端）
- 床潭港西防波堤灯台 北海道厚岸郡厚岸町（床潭港西防波堤外端）
- 松前港外防波堤灯台 北海道松前港（外防波堤外端）
- 松法港南防波堤灯台 北海道目梨郡羅臼町（松法港南防波堤外端）
- 焼尻港島防波堤灯台 北海道焼尻港（島防波堤外端）
- 焼尻港北防波堤灯台 北海道焼尻港（北防波堤外端）
- 焼尻西浦港北防波堤灯台 北海道苫前郡羽幌町（西浦港北防波堤外端）
- 上磯港南防波堤灯台 北海道北斗市（上磯港南防波堤外端）
- 常呂港東防波堤灯台 北海道北見市（常呂港東防波堤外端）
- 常呂港北防波堤灯台 北海道北見市（常呂港北防波堤外端）
- 森港西防波堤灯台 北海道森港（西防波堤外端）
- 神威脇港西防波堤灯台 北海道奥尻郡奥尻町（神威脇港西防波堤外端）
- 神威脇港北防波堤灯台 北海道奥尻郡奥尻町（神威脇港北防波堤外端）
- 神恵内港西防波堤灯台 北海道古宇郡神恵内村（神恵内港西防波堤外端）
- 須古頓港北防波堤灯台 北海道礼文郡礼文町（須古頓港北防波堤外端）
- 須築港西防波堤灯台 北海道久遠郡せたな町（須築港西防波堤外端）
- 瀬棚港東外防波堤灯台 北海道瀬棚港（東外防波堤外端）
- 瀬棚港南外防波堤灯台 北海道瀬棚港（南外防波堤外端）
- 清部港西防波堤灯台 北海道松前郡松前町（清部港西防波堤外端）
- 声問港北防波堤灯台 北海道稚内市（声問港北防波堤外端）
- 西稚内港北防波堤灯台 北海道稚内市（西稚内港北防波堤外端）
- 青苗港北防波堤灯台 北海道青苗港（北防波堤外端）
- 静浦港西防波堤灯台 北海道松前郡松前町（静浦港西防波堤外端）
- 静狩港東防波堤灯台 北海道山越郡長万部町（静狩港東防波堤外端）
- 静内港南防波堤灯台 北海道日高郡新ひだか町（静内港南防波堤外端）
- 石狩湾港北防波堤北灯台 石狩湾港北防波堤北灯台
- 石倉港東防波堤灯台 北海道茅部郡森町（石倉港東防波堤外端）
- 節婦港南防波堤灯台 北海道新冠郡新冠町（節婦港南防波堤外端）
- 仙法志港東防波堤灯台 北海道利尻郡利尻町（仙法志港東防波堤外端）
- 仙法志港南防波堤灯台 北海道利尻郡利尻町（仙法志港南防波堤外端）
- 千走港東防波堤灯台 北海道島牧郡島牧村（千走港東外防波堤外端）
- 千代ノ浦港南防波堤灯台 北海道釧路市（千代ノ浦港南防波堤外端）
- 川汲港北防波堤灯台 北海道函館市（川汲港北防波堤外端）
- 川白港沖防波堤灯台 北海道古宇郡神恵内村（川白港沖防波堤南端）
- 川白港新西防波堤灯台 北海道古宇郡神恵内村（川白港新西防波堤外端）
- 船泊港北防波堤灯台 北海道船舶港（北防波堤外端）
- 前浜港南防波堤灯台 北海道苫前郡羽幌町（前浜港南防波堤外端）
- 槍山豊浜港西防波堤灯台 北海道爾志郡乙部町（豊浜港西防波堤外端））
- 相沼港西防波堤灯台 北海道二海郡八雲町（相沼港西防波堤外端）
- 相泊港南防波堤灯台 北海道目梨郡羅臼町（相泊港南防波堤外端）
- 増毛港西防波堤灯台 北海道増毛港（西防波堤外端）
- 増毛港北防波堤灯台 北海道増毛港（北防波堤外端）
- 大樹港西防波堤灯台 北海道広尾郡大樹町（大樹港西防波堤外端）
- 大舟港東防波堤灯台 北海道函館市（大舟港東防波堤外端）
- 大沢港新西防波堤灯台 北海道松前郡松前町（大沢港新西防波堤外端）
- 沢木港東防波堤灯台 北海道紋別郡雄武町（沢木港東防波堤外端）
- 知円別港東防波堤灯台 北海道目梨郡羅臼町（知円別港東防波堤外端）
- 稚咲内港西防波堤灯台 北海道天塩郡豊富町（稚咲内港西防波堤外端）
- 稚内港第一副港防波堤灯台 北海道稚内港（第一副港防波堤外端）
- 稚内港第二副港防波堤灯台 北海道稚内港（第二副港防波堤外端）
- 稚内港東防波堤西灯台 北海道稚内港（東防波堤西端）
- 稚内港東防波堤東灯台 北海道稚内港（東防波堤東端）
- 稚内港東防波堤灯台 北海道稚内港（東防波堤東端)
- 稚内港北副防波堤東灯台 北海道稚内港（北副防波堤東端）
- 稚内港北防波堤灯台 北海道稚内港（稚内港北防波堤外端）
- 稚内港北洋ふとう南防波堤灯台 北海道稚内港（北洋ふとう南防波堤外端）
- 稚内港北洋ふとう北防波堤灯台 北海道稚内港（北洋ふとう北防波堤外端）
- 長磯港外防波堤灯台 北海道久遠郡せたな町（長磯港外防波堤外端）
- 長万部港東防波堤灯台 北海道山越郡長万部町（長万部港東防波堤外端）
- 追直港島防波堤南灯台 北海道室蘭市（追直港島防波堤南端）
- 笛舞港西防波堤灯台 北海道幌泉郡えりも町（笛舞港西防波堤外端）
- 鉄府港北防波堤灯台 北海道礼文郡礼文町（鉄府港北防波堤外端）
- 天塩港西防波堤灯台 北海道天塩港（西防波堤外端）
- 天売港東防波堤灯台 北海道天売港（東防波堤外端）
- 天売港南防波堤灯台 北海道天売港（南防波堤外端）
- 天売港北防波堤灯台 北海道天売港（北防波堤外端）
- 渡島住吉港東防波堤灯台 北海道函館市（住吉港東防波堤外端）
- 渡島静浦港西防波堤灯台 北海道松前郡松前町（静浦港西防波堤外端）
- 渡島静浦港赤神西防波堤灯台 北海道松前郡松前町（渡島静浦港赤神西防波堤外端）
- 渡島静浦港第二西防波堤灯台 北海道松前郡松前町（静浦港第二港防波堤外端）
- 渡島石崎港南防波堤灯台 北海道函館市（石崎港南防波堤外端）
- 渡島大澗港北防波堤灯台 北海道函館市（大澗港北防波堤外端）
- 登栄床港南防波堤灯台 北海道紋別郡湧別町（登栄床港南防波堤外端）
- 登別港東防波堤灯台 北海道登別市（登別港東防波堤外端）
- 冬島港西防波堤仮設灯台 北海道様似郡様似町（冬島港西防波堤外端）
- 冬島港第二南防波堤仮設灯台 北海道様似郡様似町（冬島港第二南防波堤外端）
- 冬島港第二南防波堤灯台 北海道様似郡様似町（冬島港第二南防波堤外端）
- 東浦港北防波堤灯台 北海道稚内市（東浦港北防波堤外端）
- 東栄港南防波堤灯台 北海道浦河郡浦河町（東栄港南防波堤外端）
- 東上泊港東防波堤灯台 北海道礼文郡礼文町（東上泊港東防波堤外端）
- 東静内港西防波堤灯台 北海道日高郡新ひだか町（東静内港西防波堤外端）
- 東洋港南防波堤灯台 北海道幌泉郡えりも町（東洋港南防波堤外端）
- 当別港南防波堤灯台 北海道北斗市（当別港南防波堤外端）
- 椴法華港東防波堤灯台 北海道函館市（椴法華港東防波堤外端）
- 苫小牧港漁港区南防波堤灯台 北海道苫小牧港第2区（漁港区南防波堤外端）
- 苫小牧港西防波堤灯台 北海道苫小牧港第2区（西防波堤外端）
- 苫小牧港東外防波堤灯台 北海道苫小牧港第3区（東防波堤外端）
- 苫小牧港東港地区東防波堤灯台 北海道苫小牧港第4区（東港地区東防波堤外端）
- 苫前港東外防波堤灯台 北海道苫前港（東外防波堤外端）
- 苫前港東防波堤灯台 北海道苫前港（東防波堤外端）
- 苫前港北防波堤灯台 北海道苫前港（北防波堤外端）
- 頓別港東防波堤灯台 北海道枝幸郡浜頓別町（頓別港東防波堤外端）
- 内路港東防波堤灯台 北海道礼文郡礼文町（内路港東防波堤外端）
- 日高門別港南防波堤灯台 北海道沙流郡日高町（日高門別港南防波堤外端）
- 日司港外防波堤灯台 北海道積丹郡積丹町（日司港外防波堤外端）
- 白神港西防波堤灯台 北海道松前郡松前町（白神港西防波堤外端）
- 函館漁港西防波堤灯台 北海道函館港第6区（函館漁港西防波堤外端）
- 函館港西副防波堤灯台 北海道函館港第3区（西副防波堤外端）
- 函館港中央ふ頭南船だまり防波堤灯台 北海道函館港第2区（中央ふ頭南船だまり防波堤外端）
- 函館港島防波堤灯台 北海道函館港第5区（島防波堤外端）
- 函館港北副防波堤灯台 北海道函館港第4区（北副防波堤外端）
- 函館港北防波堤灯台 北海道函館港第4区（北防波堤外端）
- 八雲港東防波堤灯台 北海道二海郡八雲町（八雲港東防波堤外端）
- 抜海港北防波堤灯台 北海道稚内市（抜海港北防波堤外端）
- 尾札部港北防波堤灯台 北海道函館市（尾札部港北防波堤外端）
- 尾岱沼港南防波堤灯台 北海道野付郡別海町（尾岱沼港南防波堤外端）
- 美国港外防波堤灯台 北海道積丹郡積丹町（美国港外防波堤外端）
- 美谷港西防波堤灯台 北海道久遠郡せたな町（美谷港西防波堤外端）
- 桧山豊浜港西防波堤灯台 北海道爾志郡乙部町（豊浜港西防波堤外端）
- 標津港北防波堤灯台 北海道標津郡標津町（標津港北防波堤外端）
- 浜益港西防波堤灯台 北海道石狩市（浜益港西防波堤外端）
- 浜益港北防波堤灯台 北海道石狩市（浜益港北防波堤外端）
- 浜佐呂間港北防波堤灯台 北海道常呂郡佐呂間町（浜佐呂間港北防波堤外端）
- 浜中港西防波堤灯台 北海道礼文郡礼文町（浜中港西防波堤外端）
- 富磯港西防波堤灯台 北海道稚内市（富磯港西防波堤外端）
- 富武士港北防波堤灯台 北海道常呂郡佐呂間町（富武士港北防波堤外端）
- 福島港東防波堤灯台 北海道福島港（東防波堤外端）
- 福島港北防波堤灯台 北海道福島港（北防波堤外端）
- 別苅港北防波堤灯台 北海道増毛郡増毛町（別苅港北防波堤外端）
- 峯浜港東防波堤灯台 北海道目梨郡羅臼町（峯浜港東防波堤外端）
- 豊浦港南防波堤灯台 北海道虻田郡豊浦町（豊浦港南防波堤外端）
- 豊浦港南防波堤南灯台 北海道虻田郡豊浦町（豊浦港南防波堤南端）
- 豊岬港北防波堤灯台 北海道苫前郡初山別村（豊岬港北防波堤外端）
- 北見枝幸港島防波堤灯台 北海道枝幸港（島防波堤外端）
- 幌泊港北防波堤灯台 北海道礼文郡礼文町（幌泊港北防波堤外端）
- 幌茂尻港温根沼西防波堤灯台 北海道根室市（幌茂尻港温根沼西防波堤外端）
- 幌茂尻港北防波堤灯台 北海道根室市（幌茂尻港北防波堤外端）
- 本泊港北防波堤灯台 北海道利尻郡利尻富士町（本泊港北防波堤外端）
- 本別港北防波堤灯台 北海道茅部郡鹿部町（本別港北防波堤外端）
- 鱒浦港北防波堤灯台 北海道網走市（鱒浦港北防波堤外端）
- 霧多布港東防波堤灯台 北海道霧多布港（東防波堤外端）
- 霧多布港東防波堤灯台 北海道霧多布港（東防波堤外端）
- 茂草港第二西防波堤灯台 北海道松前郡松前町（茂草港第二西防波堤外端）
- 茂辺地港東防波堤灯台 北海道北斗市（茂辺地港東防波堤外端）
- 網走港島防波堤北灯台 北海道網走港（島防波堤北端）
- 網走港東防波堤灯台 北海道網走港（東防波堤外端）
- 網走港南防波堤東灯台 北海道網走港（南防波堤東端）
- 網走港北防波堤灯台 北海道網走港（北防波堤外端）
- 木直港東防波堤灯台 北海道函館市（木直港東防波堤外端）
- 目梨泊港北防波堤灯台 北海道枝幸郡枝幸町（目梨泊港北防波堤外端）
- 問牧港東防波堤灯台 北海道枝幸郡枝幸町（問牧港東防波堤外端）
- 紋別港第一防波堤灯台 北海道紋別港（第一防波堤外端）
- 紋別港第二防波堤灯台 北海道紋別港（第二防波堤外端）
- 紋別港内港防波堤灯台 北海道紋別港（内港防波堤外端）
- 紋別港北副防波堤灯台 北海道紋別港（北副防波堤外端）
- 友知港南防波堤灯台 北海道根室市（友知港南防波堤外端）
- 涌元港東防波堤灯台 北海道上磯郡知内町（涌元港東防波堤外端）
- 雄冬港北防波堤灯台 北海道増毛郡増毛町（雄冬港北防波堤外端）
- 雄武港新北防波堤灯台 北海道雄武港（新北防波堤外端）
- 雄武港北防波堤灯台 北海道雄武港（北防波堤外端）
- 余市河口港外防波堤東灯台 北海道余市港（余市河口港外防波堤東端）
- 余市河口港防波堤灯台 北海道余市港（余市河口港防波堤外端）
- 余市港船だまり南防波堤灯台 北海道余市港（船だまり南防波堤外端）
- 余市港船だまり南防波堤灯柱 北海道余市港（船だまり南防波堤外端）
- 余市港船だまり北防波堤灯台 北海道余市港（船だまり北防波堤外端）
- 余市港北防波堤灯台 北海道余市港（北防波堤外端）
- 余別港北外防波堤灯台 北海道積丹郡積丹町（余別港北外防波堤外端）
- 余別港北防波堤灯台 北海道積丹郡積丹町（余別港北防波堤外端）
- 余別港来岸北外防波堤灯台 北海道積丹郡積丹町（余別港来岸北外防波堤外端）
- 余別港来岸北防波堤灯台 北海道積丹郡積丹町（余別港来岸北防波堤外端)
- 様似港外西防波堤灯台 北海道様似港（西防波堤外端）
- 様似港外東防波堤灯台 北海道様似港（外東防波堤外端）
- 様似港西防波堤灯台 北海道様似港（西防波堤外端）
- 様似港東防波堤灯台 北海道様似港（東防波堤外端）
- 羅臼港西防波堤灯台 北海道羅臼港（西防波堤外端）
- 羅臼港第三西防波堤灯台 北海道羅臼港（第三西防波堤外端）
- 羅臼港第二南防波堤灯台 北海道羅臼港（第二南防波堤外端）
- 落石港西防波堤灯台 北海道根室市（落石港西防波堤外端）
- 落石港東防波堤灯台 北海道根室市（落石港東防波堤外端）
- 落部港東野北防波堤灯台 北海道二海郡八雲町（落部港東野北防波堤外端）
- 落部港北防波堤灯台 北海道山越郡八雲町（落部港北防波堤外端）
- 利尻新湊港南防波堤灯台 北海道利尻郡利尻町（新湊港南防波堤外端）
- 留萌港西防波堤灯台 北海道留萌港第4区（西防波堤南西端）
- 留萌港西防波堤南灯台 北海道留萌港第4区（西防波堤南端）
- 留萌港南防波堤灯台 北海道留萌港第4区（南防波堤外端）
- 留萌港北防波堤灯台 北海道留萌港第3区（北防波堤外端）
- 力昼港南防波堤灯台 北海道苫前郡苫前町（力昼港南防波堤外端）
- 礼文港東防波堤灯台 北海道虻田郡豊浦町（礼文港東防波堤外端）
- 檜山泊港西防波堤灯台 北海道檜山郡江差町（檜山泊港西防波堤外端）
- 檜山豊浜港西防波堤灯台 北海道爾志郡乙部町（豊浜港西防波堤外端）
- 珸瑤瑁港東防波堤灯台 北海道根室市（珸瑤瑁港東防波堤外端）
- 蛯谷港新北防波堤灯台 北海道茅部郡森町（蛯谷港新北防波堤外端）

## 照射灯
- 稲穂岬北方照射灯 北海道奥尻郡奥尻町（稲穂岬灯台）
- 横澗大島照射灯 北海道寿都郡寿都町（弁慶岬灯台の東北東方約12キロメートル）
- 原口大岩照射灯 北海道松前郡松前町（原口）
- 後志泊港西方照射灯 北海道古字郡泊村（後志泊港灯台）
- 焼尻島神居岩照射灯 北海道苫前郡羽幌町（焼尻島灯台）
- 湯沸岬帆掛岩照射灯 北海道厚岸郡浜中町（湯沸岬灯台）
- 浜鬼志別海馬志島照射灯 北海道宗谷郡猿払村（浜鬼志別灯台）

## 灯標
- 鴎岩灯標 北海道天売港（鴎岩）
- 開発局苫小牧元町沖人工リーフB灯標 苫小牧灯台（北海道苫小牧市）の南東方約500メートル
- 開発局白老高砂沖人工リーフB灯標 アヨロ鼻灯台（北海道白老郡白老町）の北東方約16キロメートル
- 声問埼沖灯標 北海道稚内市（声問港北防波堤灯台の北北西方約1.8キロメートル）
- 石狩湾新港沖灯標 石狩湾港北防波堤北灯台（北海道石狩市）の北西方約6.7キロメートル
- 大丸磯灯標 北海道寿都郡寿都町（大丸磯）
- 知人礁灯標 釧路埼灯台（北海道釧路市）の南南西方約1.0キロメートル
- 苫小牧港第3区仮設灯標 北海道苫小牧港第3区内（苫小牧港東外防波堤灯台の南西方約460メートル）
- 美谷港口灯標 北海道美谷港内（茂津多岬灯台の南方約7.2キロメートル）
- 北電知内発電第1号灯標 北電知内発電シーバース灯（北海道上磯郡知内町）の東南東方約670メートル
- 北電知内発電第2号灯標 北電知内発電シーバース灯（北海道上磯郡知内町）の東北東方約680メートル
- 茂草港口灯標 渡島静浦港西防波堤灯台（北海道松前郡松前町）の北北西方約1.1キロメートル
- 有珠C灯標 虻田港西防波堤灯台（北海道虻田郡洞爺湖町）の南南西方約1.7キロメートル
- 有珠湾口灯標 虻田港西防波堤灯台（北海道虻田郡洞爺湖町）の南南西方約1.7キロメートル

## 灯浮標
- アイカップ埼沖灯浮標 厚岸港南防波堤灯台（北海道厚岸郡厚岸町）の南方約3.5キロメートル
- 開発局室蘭港祝津沖灯浮標 北海道室蘭港第3区内（室蘭港南防波堤灯台の西方約200メートル）
- 開発局苫小牧港東波除堤西方灯浮標 北海道苫小牧港第2区内（苫小牧港西防波堤灯台の北東方約880メートル）
- 恵比寿島灯浮標 室蘭港南外防波堤B灯台（北海道室蘭市）の南西方約760メートル
- 厚岸港バラサン埼北西方灯浮標 北海道厚岸港（厚岸港南防波堤灯台の北西方約260メートル）
- 厚岸港灯浮標 北海道厚岸港（厚岸港南防波堤灯台の北東方約1.1キロメートル）
- 室蘭港口灯浮標 北海道室蘭港第3区（室蘭港南外防波堤灯台の西南西方約560メートル）
- 室蘭港第1号灯浮標 北海道室蘭港第2区（室蘭港南防波堤灯台の東北東方約970メートル）
- 室蘭港第2号灯浮標 北海道室蘭港第2区（室蘭港南防波堤灯台の東方約780メートル）
- 室蘭港第3号灯浮標 北海道室蘭港第2区（室蘭港南防波堤灯台の東方約2.0キロメートル）
- 室蘭港第4号灯浮標 北海道室蘭港第1区（室蘭港南防波堤灯台の東南東方約2.0キロメートル）
- 苫小牧港石油共同備蓄第1号灯浮標 北海道苫小牧港第4区（苫小牧港東港地区東防波堤灯台の西北西方約620メートル）
- 苫小牧港第1号灯浮標 北海道苫小牧港第2区（苫小牧港西防波堤灯台の北北東方約440メートル）
- 苫小牧港第4号灯浮標 北海道苫小牧港第2区（苫小牧港西防波堤灯台の北東方約980メートル）
- 函館港七重浜沖灯浮標 北海道函館港第5区（函館港北副防波堤灯台の西北西方約730メートル）
- 函館港第2号灯浮標 北海道函館港第3区（函館港西副防波堤灯台の東方約640メートル）
- 函館港第4号灯浮標 北海道函館港第3区（函館港西副防波堤灯台の東南東方約1.5キロメートル）
- 函館港第6号灯浮標 北海道函館港内（函館港中央ふとう南船だまり防波堤灯台の南西方約660メートル）

## サロマ湖港防氷堤固定杭灯
- サロマ湖港防氷堤第1号固定杭灯 サロマ湖口灯台（北海道紋別郡湧別町）の南西方約460メートル
- サロマ湖港防氷堤第2号固定杭灯 サロマ湖口灯台（北海道紋別郡湧別町）の南南西方約550メートル
- サロマ湖港防氷堤第3号固定杭灯 サロマ湖口灯台（北海道紋別郡湧別町）の南方約650メートル
- サロマ湖港防氷堤第4号固定杭灯 サロマ湖口灯台（北海道紋別郡湧別町）の南南西方約740メートル
- サロマ湖港防氷堤第5号固定杭灯 サロマ湖口灯台（北海道紋別郡湧別町)の南南西方約820メートル
- サロマ湖港防氷堤第6号固定杭灯 サロマ湖口灯台（北海道紋別郡湧別町）の南方約890メートル
- サロマ湖港防氷堤第7号固定杭灯 サロマ湖口灯台（北海道紋別郡湧別町）の南方約930メートル
- サロマ湖港防氷堤第8号固定杭灯 サロマ湖口灯台（北海道紋別郡湧別町）の南方約950メートル
- サロマ湖港防氷堤第9号固定杭灯 サロマ湖口灯台（北海道紋別郡湧別町)の南南東方約940メートル
- サロマ湖港防氷堤第10号固定杭灯 サロマ湖口灯台（北海道紋別郡湧別町）の南南東方約900メートル
- サロマ湖港防氷堤第11号固定杭灯 サロマ湖口灯台（北海道紋別郡湧別町）の南南東方約860メートル
- サロマ湖港防氷堤第12号固定杭灯 サロマ湖口灯台（北海道紋別郡湧別町）の南南東方約820メートル
- サロマ湖港防氷堤第13号固定杭灯 サロマ湖口灯台（北海道紋別郡湧別町）の南南東方約780メートル
- サロマ湖港防氷堤第14号固定杭灯 サロマ湖口灯台（北海道紋別郡湧別町）の南南東方約730メートル

## 橋梁灯
- 室蘭港白鳥大橋橋梁灯（C1灯） 北海道室蘭港第2区（室蘭港白鳥大橋西側面中央）
- 室蘭港白鳥大橋橋梁灯（C2灯） 北海道室蘭港第2区（室蘭港白鳥大橋東側面中央）
- 室蘭港白鳥大橋橋梁灯（L1灯） 室蘭港白鳥大橋橋梁灯（C1灯）の北方約150メートル
- 室蘭港白鳥大橋橋梁灯（L2灯） 室蘭港白鳥大橋橋梁灯（C2灯）の北方約150メートル
- 室蘭港白鳥大橋橋梁灯（P1灯） 室蘭港白鳥大橋橋梁灯（C1灯）の北方約830メートル
- 室蘭港白鳥大橋橋梁灯（P3灯） 室蘭港白鳥大橋橋梁灯（C1灯）の北方約750メートル
- 室蘭港白鳥大橋橋梁灯（P5灯） 室蘭港白鳥大橋橋梁灯（C1灯）の北方約420メートル
- 室蘭港白鳥大橋橋梁灯（P6灯） 室蘭港白鳥大橋橋梁灯（C2灯）の北方約420メートル
- 室蘭港白鳥大橋橋梁灯（P7灯） 室蘭港白鳥大橋橋梁灯（C1灯）の南方約300メートル
- 室蘭港白鳥大橋橋梁灯（P8灯） 室蘭港白鳥大橋橋梁灯（C2灯）の南方約300メートル
- 室蘭港白鳥大橋橋梁灯（R1灯） 室蘭港白鳥大橋橋梁灯（C1灯）の南方約150メートル
- 室蘭港白鳥大橋橋梁灯（R2灯） 室蘭港白鳥大橋橋梁灯（C2灯）の南方約150メートル

## 橋梁標
- 室蘭港白鳥大橋橋梁標（C1標） 北海道室蘭港第2区（室蘭港白鳥大橋西側面中央）
- 室蘭港白鳥大橋橋梁標（C2標） 北海道室蘭港第2区（室蘭港白鳥大橋東側面中央）
- 室蘭港白鳥大橋橋梁標（L1標） 室蘭港白鳥大橋橋梁標（C1標）の北方約150メートル
- 室蘭港白鳥大橋橋梁標（L2標） 室蘭港白鳥大橋橋梁標（C2標）の北方約150メートル
- 室蘭港白鳥大橋橋梁標（R1標） 室蘭港白鳥大橋橋梁標（C1標）の南方約150メートル
- 室蘭港白鳥大橋橋梁標（R2標） 室蘭港白鳥大橋橋梁標（C2標）の南方約150メートル

## 導灯
- 室蘭港日本製鉄第1号導灯（前灯） 北海道室蘭港第1区（室蘭港日本製鉄ふとう灯台の南東方約230メートル）
- 室蘭港日本製鉄第1号導灯（後灯） 北海道室蘭港第1区（前灯の南東方約180メートル)
- 室蘭港新日鐵住金第1号導灯（後灯）北海道室蘭港第1区（前灯の南東方約180メートル）
- 室蘭港新日鐵住金第1号導灯（前灯）北海道室蘭港第1区（室蘭港新日鐵住金ふとう灯台の南東方約230メートル）
- 室蘭港日本製鉄第2号導灯（後灯） 北海道室蘭港第1区（前灯の東方約100メートル）
- 室蘭港日本製鉄第2号導灯（前灯） 北海道室蘭港第1区（室蘭港日本製鉄ふとう灯台の東北東方約2.3キロメートル）
- 室蘭港新日鐵住金第2号導灯（後灯）北海道室蘭港第1区（前灯の東方約100メートル）
- 室蘭港新日鐵住金第2号導灯（前灯）北海道室蘭港第1区（室蘭港新日鐵住金ふとう灯台の東北東方約2.3キロメートル）
- 室蘭港日本製鉄第3号導灯（後灯） 北海道室蘭港第1区（前灯の東方約85メートル）
- 室蘭港日本製鉄第3号導灯（前灯） 北海道室蘭港第1区（室蘭港日本製鉄ふとう灯台の東北東方約2.2キロメートル）
- 室蘭港新日鐵住金第3号導灯（後灯）北海道室蘭港第1区（前灯の東方約85メートル）
- 室蘭港新日鐵住金第3号導灯（前灯）北海道室蘭港第1区（室蘭港新日鐵住金ふとう灯台の東北東方約2.2キロメートル）
- 室蘭港日本製鉄第4号導灯（後灯） 北海道室蘭港第1区（前灯の東方約400メートル）
- 室蘭港日本製鉄第4号導灯（前灯） 北海道室蘭港第1区（室蘭港日本製鉄ふとう灯台の北方約1.0キロメートル）
- 室蘭港新日鐵住金第4号導灯（後灯）北海道室蘭港第1区（前灯の東方約400メートル）
- 室蘭港新日鐵住金第4号導灯（前灯）北海道室蘭港第1区（室蘭港新日鐵住金ふとう灯台の北方約1.0キロメートル）
- 室蘭港日通ふとう第1号導灯（後灯） 北海道室蘭港第1区（前灯の南東方約47メートル）
- 室蘭港日通ふとう第1号導灯（前灯） 北海道室蘭港第1区（日通埠頭）
- 室蘭港日通ふとう第2号導灯（後灯） 北海道室蘭港第1区（前灯の東南東方約30メートル）
- 室蘭港日通ふとう第2号導灯（前灯） 北海道室蘭港第1区（日通埠頭）
- 苫小牧港東港区弁天導灯（後灯）北海道苫小牧港（前灯の北北東方約250メートル）
- 苫小牧港東港区弁天導灯（前灯）北海道苫小牧港（苫小牧港東港地区東防波堤灯台の北北東方約4.2キロメートル）
- 石狩湾新港管理組合導灯（後灯） 北海道石狩市（前灯の南南東方約80メートル）
- 石狩湾新港管理組合導灯（前灯） 北海道石狩湾港（石狩湾港北防波堤北灯台の南方約5.0キロメートル）

## 導標
- 室蘭港新日精埠頭H－1桟橋導標（前標） 北海道室蘭港第2区（新日精埠頭H－1桟橋中央）
- 室蘭港新日精埠頭H－1桟橋導標（後標） 北海道室蘭港第2区（前標の北方約70メートル）
- 室蘭港JXTGエネルギーH－1桟橋導標（後標） 北海道室蘭港第2区（前標の北方約70メートル）
- 室蘭港JXTGエネルギーH－1桟橋導標（前標） 北海道室蘭港第2区（JXTGふとうH－1桟橋中央）
- 室蘭港本輪西第2号導標（前標）北海道室蘭港（室蘭港北防波堤灯台の東方約2.3キロメートル）
- 室蘭港本輪西第2号導標（後標）北海道室蘭港（前標の北北東方約84メートル)
- 室蘭港中央ふ頭導標（後標） 北海道室蘭港第1区（前標の南方約57メートル）
- 室蘭港中央ふ頭導標（前標） 北海道室蘭港第1区（中央埠頭）
- 苫小牧港石油共同備蓄導標（後標） 北海道苫小牧港第4区（前標の東北東方約60メートル）
- 苫小牧港石油共同備蓄導標（前標） 北海道苫小牧港第4区（苫小牧港石油共同備蓄シーバース灯の東北東方約550メートル）
- 苫小牧港北海道電力導標（後標） 北海道苫小牧港第4区（前標の東北東方約710メートル）
- 苫小牧港北海道電力導標（前標） 北海道苫小牧港第4区（苫小牧港東港地区東防波堤灯台の北東方約4.2キロメートル）

## 無線方位信号所
- 稲穂岬無線方位信号所 北海道奥尻郡奥尻町（稲穂岬）
- 襟裳岬無線方位信号所 北海道幌泉郡えりも町（襟裳岬）
- 厚岸無線方位信号所 北海道厚岸郡厚岸町（大黒島）
- 宗谷岬無線方位信号所 北海道稚内市（宗谷岬）
- 納沙布岬無線方位信号所 北海道根室市（納沙布岬）
- 野付埼無線方位信号所 北海道野付郡別海町（野付埼）

## 霧信号所
北海道内の霧信号所は全て廃止済。
- 花咲霧信号所 北海道根室市（花咲鼻）（平成22年3月31日廃止）
- 厚岸霧信号所 北海道厚岸郡厚岸町（大黒島）（平成22年3月24日廃止）
- 宗谷岬霧信号所 北海道稚内市（宗谷岬）（平成21年3月19日廃止）
- 十勝港霧信号所 北海道広尾郡広尾町（烏帽子岩）（平成22年3月19日廃止）
- 釧路港東区南外防波堤西霧信号所 北海道釧路市（平成22年3月19日廃止）
- 湯沸岬霧信号所 北海道厚岸郡浜中町（湯沸岬灯台の東方約170メートル）（平成22年3月19日廃止）
- 日和山霧信号所 北海道小樽市（高島岬）（平成22年3月31日廃止）
- 納沙布岬霧信号所 北海道根室市（納沙布岬）（平成22年3月31日廃止）
- 落石岬霧信号所 北海道根室市（落石岬の東北東方約1.7キロメートル）（平成22年3月31日廃止）

## ディファレンシャルGPS局
- 釧路埼ディファレンシャルGPS局 北海道釧路市（知人鼻）
- 宗谷岬ディファレンシャルGPS局 北海道稚内市（宗谷岬無線方位信号所）
- 松前ディファレンシャルGPS局 北海道松前郡松前町（松前灯台の北北西方約400メートル）
- 積丹岬ディファレンシャルGPS局 北海道積丹郡積丹町（積丹岬無線方位信号所）
- 網走ディファレンシャルGPS局 北海道網走市（帽子岩三角点の南方約3.3キロメートル）

## シーバース灯
- 室蘭港新日精埠頭J－1桟橋シーバース灯 北海道室蘭港第3区（新日精埠頭J－1シーバース中央）
- 室蘭港JXTGエネルギーJ-1桟橋シーバース灯 北海道室蘭港第3区（JXTGエネルギーJ－1シーバース中央）
- 苫小牧港出光興産シーバース灯 北海道苫小牧港第4区（出光シーバース中央）
- 苫小牧港石油共同備蓄シーバース灯 北海道苫小牧港第4区（共備ドルフィン中央）
- 函館港外太平洋セメントシーバース灯 函館港北副防波堤灯台（北海道函館市）の西方約3.6キロメートル
- 北電知内発電シーバース灯 北海道上磯郡知内町（北電知内発電シーバース）

## その他
- 苫小牧船舶通航信号所 北海道苫小牧市
- 忍路港指向灯 北海道小樽市（兜岬の南東方約810メートル）
- 野付西陸標 北海道標津郡標津町
- 野付東陸標 北海道野付郡別海村
- 有珠B立標 虻田港西防波堤灯台（北海道虻田郡洞爺湖町）の南方約1.7キロメートル
- 留萌港西突堤灯柱 北海道留萌港（西突堤外端）